# Fisher (DJ)
Pour les articles homonymes, voir Fisher.
Paul Nicholas Fisher, connu sous le nom de scène FISHER est un producteur de musique australien. Il a été nommé pour le prix ARIA 2018 du meilleur disque de danse, ainsi que dans la catégorie Meilleur enregistrement de danse du 61e Grammy Awards pour son single solo Losing It,.

## Carrière

### Surf
Fisher était un surfeur professionnel de la World Qualifying Series avant de se lancer dans la musique.

### Musique
Fisher appartenait au duo de DJ, Cut Snake. Le groupe, formé avec le surfeur Leigh "Sedz" Sedley, a commencé à produire de la musique pendant leurs voyages sur le circuit de surf professionnel.
Par la suite, Fisher commence à publier en solo des morceaux de musique house sous le nom de scène FISHER. En juin 2017, Fisher édite son premier single Ya Kidding, suivi de l'EP Oi Oi en novembre 2017, qui comprenait les morceaux Stop It et Ya Didn't.
En juillet 2018, il sort Losing It, numéro 1 du classement ARIA Club Tracks et dans le top 50 des chansons Billboards Hot Dance / Electronic, Dance / Mix Show Airplay, et Dance Club Songs son premier numéro un aux États-Unis,. Losing It vaut à Fisher sa première nomination aux Grammy Awards du Meilleur enregistrement de danse à la 61e cérémonie des Grammy Awards. Losing It arrive numéro 2 du compte à rebours annuel Triple J Hottest 100 de 2018.
Le 10 mai 2019, Fisher sort You Little Beauty.

## Discographie

### Singles
- 2017 : Ya Kidding
- 2017 : Stop It
- 2017 : Ya Didn't
- 2018 : Crowd Control
- 2018 : Losing It
- 2019 : You Little Beauty
- 2020 : Freaks
- 2020 : Wanna Go Dancin'
- 2021 : Just Feels Tight
- 2022 : Palm Beach Banga
- 2022 : It's a Killa (avec Shermanology)
- 2022 : Yeah The Girls (feat. Meryll)
- 2023 : Take It Off (avec Aatig)
- 2023 : Atmosphere (avec Kita Alexander)
- 2024 : Somebody (avec Gotye, Kimbra, Chris Lake & Sante Sansone)

### Remixes
- 2022 : Bob Sinclar feat. Steve Edwards - World, Hold On (Fisher Rework)
- 2024 : Bob Marley & The Wailers - Jamming (Fisher Rework)

## Récompenses et nominations

### DJ Mag's top 100 DJs
Le top 100 des DJ est un sondage public réalisé annuellement par le magazine sur les 100 DJ les plus populaires au monde.
| Année | Position | Evolution       |
| ----- | -------- | --------------- |
| 2019  | 63       | Nouvelle Entrée |
| 2020  | 76       | -13             |
| 2021  | 77       | -1              |
| 2022  | 48       | +29             |
| 2023  | 20       | +28             |
| 2024  | 8        | +12             |